# Uliocnemis reducta
Uliocnemis reducta är en fjärilsart som beskrevs av Holloway 1979. Uliocnemis reducta ingår i släktet Uliocnemis och familjen mätare. Inga underarter finns listade i Catalogue of Life.